# Golfklassen
Golfklassen (även kallad undre mellanklassen) är en biltyp som konstruktions- och storleksmässigt liknar och konkurrerar med Volkswagen Golf.
Begreppet introducerades redan under mitten av 1970-talet i samband med introduktionen av den första generationens Volkswagen Golf och utgick sålunda från en framhjulsdriven halvkombibil med frontmonterad motor och plats för upp till fem åkande och en totallängd på omkring 3,7 meter. Sedan dess har Volkswagen Golf som modellserie vuxit betydligt i storlek (generation fem har en totallängd på 4,2 meter), vilket även dess konkurrenter har gjort. Detta har medfört att begreppet har förändrats, vilket sålunda gör dess innebörd mindre exakt.
I många andra länder kategoriserar man istället motsvarande bilklass som kompaktklassen, eller mindre/undre medelklassen och då inkluderas även kombi-, sedan- och coupévarianter.

## Exempel
- Alfa Romeo 145
- Alfa Romeo 147
- Alfa Romeo Giulietta
- Audi A3
- BMW 1-serie
- Chery A3
- Chevrolet Cobalt
- Citroën C4
- Dacia Sandero
- Daewoo/Chevrolet Lacetti
- Dodge Caliber
- Fiat Bravo
- Fiat Stilo
- Ford Focus
- Honda Civic
- Hyundai i30
- Kia cee'd
- Kia Rio
- Lancia Delta
- Mazda 3
- Mercedes-Benz A-klass
- Mercedes-Benz B-klass
- Opel Astra
- Peugeot 307
- Peugeot 308
- Renault Mégane
- Rover 45
- Seat Leon
- Subaru Impreza
- Suzuki SX4/Fiat Sedici
- Toyota Corolla
- Toyota Auris
- Volkswagen Golf
- Volvo C30